# Mitteilungs-Blatt des Jüdischen Volksrats Posen
Das Mitteilungs-Blatt des Jüdischen Volksrats Posen war das offizielle Mitteilungsblatt des jüdischen Volksrates in der ehemaligen preußischen Provinz Posen. Nach der Eingliederung Posens (poln. Poznań) in die Zweite Polnische Republik formierte sich der von Max Kollenscher geleitete, aus national-jüdischen und jüdisch-orthodoxen Kreisen zusammengesetzte Volksrat zum Zweck der Einforderung von Minderheitenrechten im neuen Staat. Das Blatt vermittelte Informationen zu seiner Tätigkeit, druckte Erklärungen sowie Nachrichten aus dem In- und Ausland ab, darunter auch zur Situation ostjüdischer Gemeinden. Einen nicht unbeträchtlichen Raum nahmen zudem Wirtschaftsnachrichten ein. Der Zionismus wurde vollauf unterstützt ("Palästina wird das geistige Zentrum der Gesamtjudenheit werden."), eine Auswanderung sämtlicher Diasporajuden jedoch abgelehnt. Nach etlichen Pogromen in anderen Regionen Polens sowie aufgrund der ethnischen Spannungen in Posen und wegen des Drucks durch die polnische Nationalitätenpolitik, stellten der Volksrat und die Redaktion des Mitteilungs-Blattes 1920 ihre Arbeit ein. Zahlreiche gebildete deutschsprachige Juden, darunter auch der ehemalige Volksratsleiter Kollenscher, entschieden sich für die Auswanderung.  